# Anis Belhadj
Pour les articles homonymes, voir Belhadj.
 (avril 2025).
Anis Belhadj, né le 3 mars 1992 à Paris, est un danseur, chorégraphe et directeur artistique franco-tunisien.

## Carrière
Anis Belhadj, né à Paris en 1992, est un danseur, chorégraphe et directeur artistique franco-tunisien spécialisé dans la danse hip-hop. Membre du groupe TN Crew, il se distingue sur la scène internationale en remportant de nombreux titres avec son groupe, notamment celui du champion du monde chorégraphique et double champion d'Europe chorégraphique. Il collabore également avec des artistes et de grandes marques tout en partageant son savoir-faire à travers l'enseignement et la direction artistique.
Il démarre la danse à l'âge de 14 ans. Il rejoint le TN Crew, avec lequel il accumule des titres prestigieux et gagne en notoriété dans le milieu de la danse chorégraphique. Son style attire l'attention de nombreux artistes français, qui lui font appel pour la direction chorégraphique de leurs clips et tournées. Il collabore ainsi avec Black M, Maître Gims, Dadju, Nej', Soso Maness, Imen Es, Mokobé, Leck, Afida Turner, Lyna Mahyem et Lynda,.
Anis Belhadj a participé à des événements majeurs tels que l'All-Star Game à l'Accor Arena (2021 et 2023), l'Olympia et Le Grand Rex.
De 2014 à 2017, il accompagne Black M dans une tournée internationale, se produisant en France, dans les DOM-TOM, au Maroc, en Tunisie, en Belgique et en Suisse. Il collabore également avec Sexion d'assaut, participant à leurs concerts au Stade de France, à Bercy et dans plusieurs Zéniths. Anis Belhadj partage également son expertise et sa pédagogie dans le domaine de la danse hip-hop,.

## Prix et reconnaissances
Danseur avec son groupe TN Crew
- 2012 et 2013 : champion d'Europe de hip-hop chorégraphique[10] ;
- 2013 : champion du monde de street dance[11].